# Huis Horne
Het Huis Horne (ook gespeld als Horn of Hoorne) is een oud adellijk geslacht waarvan diverse leden van belang zijn geweest voor de geschiedenis van de Noordelijke en de Zuidelijke Nederlanden. De naam is afkomstig van de Limburgse plaats Horn en niet, zoals soms abusievelijk wordt gedacht, van de Noord-Hollandse stad Hoorn. De beroemdste persoon die in het algemeen bekendstaat als 'Hoorne' heette in werkelijkheid Filips van Montmorency. Montmorency, die samen met Lamoraal van Egmont in 1568 te Brussel werd onthoofd, was weliswaar graaf van Horn, doch stamde niet uit het geslacht Horne.
De Hornes behoorden tot de hogere adel van de Nederlanden. Tal van heerlijkheden hadden gedurende enige tijd heren die uit dit geslacht afkomstig waren. Het huis Horne is in de achttiende eeuw uitgestorven.
De oorsprong van de heren van Horn is niet duidelijk. Vaak wordt verondersteld dat zij verwant waren aan de graven van Loon, maar dat is nooit aangetoond. De naam ‘Engelbert van Horne’ komt diverse malen voor in twaalfde-eeuwse oorkonden. Daarom wordt deze wel gezien als stamvader van de heren van Horn. Vanaf het begin van de dertiende eeuw wordt ‘Willem’ de meest voorkomende naam van de stamhouders. Met Willem I van Horne begint traditioneel de lijn van de heren van Horn, waaruit later de jongere takken van Horne-Houtkerke en Horne-Baucigny zijn afgesplitst. Uit de hoofdtak kwamen van 1450 tot 1540 de graven van Horn voort.
De dertiende-eeuwse burcht te Horn is het stamslot van de heren van Horn(e). In het midden van de vijftiende eeuw kocht Jacob I de grafelijke titel van keizer Frederik III. Hij liet in Weert kasteel Nijenborgh bouwen, dat het hoofdverblijf van de graven van Horn bleef tot het verbeurd werd verklaard na de dood van Filips van Montmorency, de laatste graaf van Horn.

## Hoofdlijn

### Eerste generatie
1. Engelbertus van Hurne (rond 1102)

### Tweede generatie
2. Reginbaldus van Hurne (rond 1122)

### Derde generatie
3. Engelbertus van Hurnen (rond 1138)

### Vierde generatie
4. Hendrik van Horne (1169-1197)

### Vijfde generatie
5. Willem I van Horne (1200-1264), heer van Horne
Gehuwd 1230 met Heilwig van Altena, zus van Dirk III van Altena en Boudewijn van Altena. Zij was een dochter van Dirk II van Altena van het kasteel Altena te Almkerk
Kinderen: Margaretha (1230), Willem II van Horne (1240), Engelbert van Horne (1242), Dirk IV van Horne († 1272), heer van Altena, stierf kinderloos

### Zesde generatie
6. Willem II van Horne 1240-1304, heer van Horne en Altena
Gehuwd (1270) met Agnes van Perwijs
Kinderen: Willem III van Horne (1270), Dirk (1265), Engelbert (1270), Gerard I van Horne (1270), Odilia (1270)

### Zevende generatie
7.1. Willem III van Horne (1270-1301)
Gehuwd (1294) met Sophie van Heusden, kinderloos.
7.2. Dirk van Horne (1265-1304), domproost van Utrecht, Münster en Luik
7.3. Engelbert van Horne (1270-1310), kanunnik te Luik, Domproost te Utrecht en Münster
7.4. Gerard I van Horne 1270-1331, heer van Horne, Altena, Perwijs en Herlaar
Gehuwd (1302) met Johanna van Leuven Gaasbeek
Kinderen: Willem IV van Horne (1302)
Gehuwd (1316) met Irmgard van Kleef
Kinderen: Dirk (1320)

### Achtste generatie
8.1.1. Willem IV van Horne 1302-1343, heer van Horne, Altena en Gaasbeek
Gehuwd (1316) met Oda van Putten (1295-1332)
Kinderen:
Gerard II van Horne (1320)
Johanna van Horne 1320-1356, vrouwe van Gaasbeek. Huwde in 1349 met Gijsbrecht van Abcoude. Kinderen: Zweder (1350), Willem (1350), en Jan (1350)
Aleid is gehuwd met Dirk van Cranendonk, heer van Cranendonk
Oda van Horne is gehuwd met Jan II van Polanen
Beatrix, non te Audrichem
Elisabeth
Gehuwd (1336) met Elisabeth van Kleef
Kinderen: Willem V (1336), Dirk (?), Dirk Loef van Horne (1336), Elisabeth (1339), Arnold II (1339)
8.1.2. Dirk van Horne (1320-1378), heer van Perwijs en Kranenburg, Geel en Herlaar
Gehuwd (1350) met Catharina van Berthout
Kinderen: Willem (1370), Hendrik (1370)

### Negende generatie
9.1.1.1. Gerard II van Horne (1320-1345), heer van Horne, Altena en Gaasbeek. Gesneuveld in de Slag bij Stavoren.
9.1.1.2. Willem V van Horne (1336-1358), heer van Horne en Altena
Gehuwd (1349) met Mechtilde van Arkel
Kinderen: Dirk (1350), Willem VI (1355)
9.1.1.3. Dirk Loef van Horne
9.1.1.4. Arnold II van Horne (1339-1389), kanunnik, domproost en bisschop van Utrecht en Luik
9.1.2.1. Willem van Horne (1370-1400), heer van Duffel, Oosterlo, Geel, Walhain en Herlaar
Gehuwd (1391) met Maria van Randerode
Kinderen: Maria van Horne (1395-1433)
9.1.2.2. Hendrik van Horne (1370-1408), heer van Perwijs, Kranenburg, Warmbeek
Gehuwd (1395) met Margarethe de Rochefort
Kinderen: Jan (1395), Johanna (1395)

### Tiende generatie
10.1.1.2.1. Dirk van Horne (1350-1404), bisschop van Osnabrück
10.1.1.2.2. Willem VI van Horne (1358-1415), heer van Horne, Altena en Weert
Gehuwd (1374) met Johanna van Loon Heinsberg
Kinderen: Willem VII van Horne (1380-1433), Oda van Horne (1385-1442), gehuwd (1417) met Johan II, heer van Gemen
10.1.2.2. Jan van Horne (1395-1447), heer van Perwijs, Duffel, Kranenburg en Herlaar
Gehuwd (1420) met Mathilde van Reifferscheidt
Kinderen: Hendrik (1422), Aleida (1425), Isabella (1430)

### Elfde generatie
11.1.1.2.2. Willem VII van Horne (1380-1433), heer van Horne, Altena en Weert
Gehuwd (1417) met Johanna de Montigny
Kinderen: Jacob I (1420-1488)
11.1.2.2. Hendrik van Horne (1422-1483), heer van Perwijs en Herlaar.
Gehuwd (1453) met Elisabeth van Diest.
Kind: Elisabeth van Horne, gehuwd met Jan van Rotselaar.
Gehuwd (1470) met Antoinette van Gaveren Lieferingen, kinderloos.

### Twaalfde generatie
12.1.1.2.2. Jacob I van Horne (1420-1488), graaf van Horne, heer van Altena, Kortessem, Montigny, Weert, Wessem, Bocholt, Cranendonck, Eindhoven
Gehuwd (1448) met Johanna van Meurs
Kinderen: Jacob II (1450), Frederik (1450), Johan (1450), Walburga (1450), Johanna (1450), Margaretha (1461)

### Dertiende generatie
13.1.1.2.2.1. Jacob II van Horne (1450-1530), graaf van Horne
Gehuwd (1470) met Philippine van Wurtemberg
Gehuwd (1476) met Johanna van Brugge Gruythuysen
Kinderen: Margaretha (1470), Jan (1480), Jacob III (1480)
Verbintenis (onwettig) met nn van Kerckem
Kinderen: Johan (1480), Johanna (1480)
13.1.1.2.2.2. Frederik van Horne (1450-1487), heer van Montigny
Gehuwd (1467) met Philippine de Melun
Kinderen: Maria (1470)
13.1.1.2.2.3. Johan van Horne (1450-1505), prins-bisschop van Luik

### Veertiende generatie

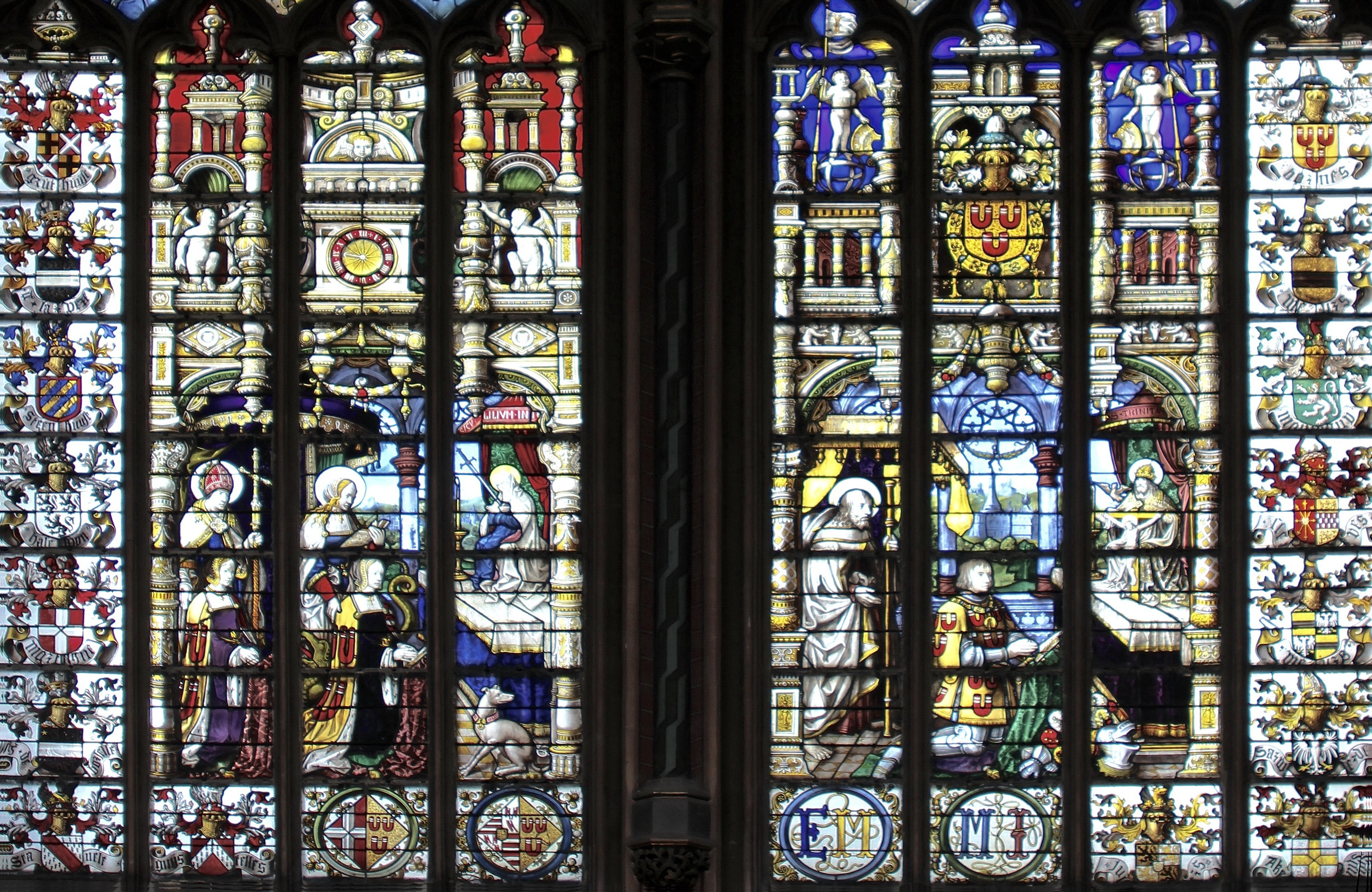
Detail van een gebrandschilderd raam in de Sint-Jacobskerk in Luik (1531). Rechts: Jacob III van Horne, afgebeeld als donor en gehuld in een wapenrok met het wapen van Horne. Links: de twee overleden echtgenotes van Jacob III: Margaretha van Croÿ en Claudina van Savoye. Rondom zijn de wapenschilden van Jacob's 16 kwartieren afgebeeld. De betekenis van EM en MI is onduidelijk

14.1.1.2.2.1.1. Jacob III van Horne 1480-1531, graaf van Horn.
Gehuwd (1501) met Margaretha de Croy Chimay, kinderloos
Gehuwd (1514) met Claudia van Savoye, kinderloos
Gehuwd (1530) met Anna van Bourgondië, kinderloos
14.1.1.2.2.1.2. Jan van Horne (1480-1540), graaf van Horn
Gehuwd (1530) met Anna van Egmont, weduwe van Joseph van Montmorency-Nevele.
Kinderen: Marie (+1570), Filips (1524-1568), Floris, en Eleonore van Montmorency-Nevele
Filips van Montmorency-Nevele (1524-1568), graaf van Horne, onthoofd te Brussel
Gehuwd (1540) met Walburga van Nieuwenaar
Kinderen: Filips, jong overleden
14.1.1.2.2.1.3. Johan van Horne (1480-1526), bastaardzoon van Jacob II van Horne.
Gehuwd (1515) met Agneta Ockers
Kinderen: Otto (1516)

### Vijftiende generatie
15.1.1.2.2.1.3. Otto van Heurne (1516-1583). Hieruit ontstond het adellijke geslacht Van Heurn

## Tak van Horne-Houtekerke

### Negende generatie
9.1.1.3. Dirk Loef van Horne 1336-1390, heer van Baucigny, bouwer van Slot Loevestein.
Gehuwd (1350) met Isabella van Montigny
Kinderen: Arnold van Horne (1360)

### Tiende generatie
10.1.1.3. Arnold van Horne 1360-1404, heer van Baucigny
Gehuwd (1380) met Johanna van Hondeschote
Kinderen: Jacob van Horne (1380)

### Elfde generatie
11.1.1.3. Jacob van Horne 1380-1436, burggraaf van Veurne, heer van Baucigny, Heel, Heeze, Hondschote, Houtkerke, Gaasbeek enz.
Gehuwd (1410) met Margaretha de la Tremouille
Kinderen: Filips van Horne (1421)

### Twaalfde generatie
12.1.1.3. Filips van Horne (1421-1488), heer van Gaasbeek, Baucigny en Houtkerke
Verbintenis (1440) met nn van Houtkercke
Kinderen: Jeanne
Gehuwd (1450) met Jeanne de Lannoy
Kinderen: Arnold van Horne (1460), Johan (1460)
Gehuwd (1473) met Margaretha van Horne (1461-1518), kinderloos.

### Dertiende generatie
13.1.1.3.1. Arnold van Horne 1460-1505, heer van Houtkerke, Gaasbeek en Geldrop
Gehuwd (1480) met Margaretha van Montmorency Nivelles
Kinderen: Maximiliaan van Horne (1480), Margaretha (1480), Johanna (1480)
13.1.1.3.2. Jan van Horne (1460-1521) (1460-1521), heer van Baucigny
Gehuwd (1491) met Adriana van Ranst, erfvrouwe van Boxtel
Kinderen: Johanna van Horne (1495), Filips van Horne (1500)

### Veertiende generatie
14.1.1.3.1. Maximiliaan van Horne 1480-1542, heer van Horne, heer van Houtkerke, Heeze, Geldrop en Gaasbeek
Gehuwd (1504) met Barbara van Montfoort
Kinderen: Hendrik (1510), Maarten (1510), Anna (1510)
14.1.1.3.2. Filips van Horne (1500-1541), baron van Boxtel, heer van Baucigny en Kessel
Gehuwd (1526) met Clara van Renesse van Elderen
Kinderen: Adriana (1528), Anna (1530), Jan (1531)

### Vijftiende generatie
15.1.1.3.1.1. Hendrik van Horne (1510-1540), graaf van Houtkerke, heer van Gaasbeek, Hondschote enz.
Gehuwd (1535) met Maria van Bouchout, kinderloos
15.1.1.3.1.2. Maarten van Horne (1510) (1510-1570), graaf van Horne, baron van Gaasbeek, heer van Houtkerke, heer van Heeze enz., heer van Geldrop
Gehuwd met Margaretha van Luxemburg
Gehuwd (1539) met Anne de Croy Chimay
Kinderen: Filips, Joris (1545), Willem (1550), Maximiliaan, Maria (1556), Eleonora
Gehuwd met (Anna) Catharina van Horne
Kinderen: Amandus
15.1.1.3.2. Jan van Horne (1531-1606), graaf van Horn, baron van Boxtel, heer van Baucigny, Boxtel en Lokeren, gouverneur van 's-Hertogenbosch.
Gehuwd (1555) met Maria van Sint-Aldegonde
Gehuwd (1575) met Anna van Vlodrop (1543-1582)
Gehuwd (1596) met Anna van Brederode
Kinderen: Gerard (1560), Maximiliaan (1560-1613), Clara (1560), Anna (1560), Willem (ca. 1567 - 1625), gouverneur van Heusden na 1613, Johan (ca. 1569-1598)

### Zestiende generatie
16.1.1.3.1.2.1. Joris van Horne (1545-1608), graaf van Horne en Houtkerke
Gehuwd (1574) met Eleonore van Egmont, dochter van Lamoraal van Egmont en Sabina van Beieren.
Kinderen: Frans (1580), Lamoraal (1582), Sabine (1585)
Sabine van Horne (1585), gehuwd (1600) met Cleradius van Genève Lullin.
16.1.1.3.1.2.2. Amandus I van Horne 1550-1617, heer van Geldrop
Gehuwd (1580) met Barbara de Jeude Chatillon
Kinderen: Robert, Godfried, Amandus, Hendrik, Maria, Catharina
16.1.1.3.1.2.3. Willem van Horne (1550-1580), heer van Heel en Geldrop, onthoofd te Le Quesnoy
Gehuwd (1579) met Maria van Egmont, dochter van Lamoraal van Egmont en Sabina van Beieren, kinderloos.
16.1.1.3.1.2.4. Maria van Horne (1556)
16.1.1.3.2.1. Gerard van Horne (1560-1612), graaf van Horne en Baucigny, baron van Boxtel, landvoogd van Mechelen
Gehuwd (1595) met Honorine van Wittem van Beersel
Kinderen: Honorine (1595), Maria Francisca (1600), Ambrosius (1605)
16.1.1.3.2.2. Maximiliaan van Horne (1560-1630), gouverneur van Heusden
Gehuwd (1590) met Agnes van Millendonk
Kinderen: Adolf Filip (1591)

### Zeventiende generatie
17.1.1.3.1.2.1.1. Frans van Horne (1580-1629), graaf van Horne en Houtkerke
Gehuwd (1600) met Maria van Immerseel, kinderloos
17.1.1.3.1.2.1.2. Lamoraal van Horne (1582-1648), graaf van Horne en Houtkerke
Gehuwd (1601) met Juliana van Merode
Kinderen: Filips Lamoraal (1602), Margaretha (1605), Juliana Sabina (1607), Anna Eleonora (1610)
17.1.1.3.2.1. Ambrosius van Horne (1605-1656), graaf van Baucigny, heer van Boxtel en Liempde
Gehuwd (1630) met Maria Margaretha de Bailleul
Kinderen: Eugenius Maximiliaan (1631), Philips Albert (1633), Maria Madeleine (1634), Clara Albertine (1635), Honoria Maria Dorothea (1637), Angeline Madeleine (1639), Albert Frans (1647), Ambrosius August (1648)
17.1.1.3.2.2. Adolf Filips van Horne (1591-1644)

### Achttiende generatie
18.1.1.3.1.2.1.2. Filips Lamoraal van Horne (1602-1663), graaf van Horne en Houtkerke
Gehuwd (1626) met Dorothea van Ligne Arenberg
Kinderen: Filips Eugenius (1628), Anna Francisca (1629), Isabella Clara (1630), Clara Eugenie (1635), Maria Margaretha Francisca (1635), Albrecht Frans (1642)
Anna Francisca van Horne, door haar huwelijk met Claudius Lamoraal graaf van Thurn und Taxis verbonden met vrijwel alle Europese vorstenhuizen.
18.1.1.3.2.1.1. Eugenius Maximiliaan van Horne (1631-1708), prins van Horne, graaf van Baucigny, graaf van Belle, heer van Boxtel, Liempde en IJse.
Gehuwd (1660) met Marie Jeanne van Croy Solre
Kinderen: Filips Emanuel van Horne (1661)
18.1.1.3.2.1.2. Filips Albert van Horne 1633-1680
18.1.1.3.2.1.3. Albrecht Frans van Horne 1647-1666
18.1.1.3.2.1.4. Ambrosius August van Horne 1648-1692

### Negentiende generatie
19.1.1.3.1.2.1.2.1. Filips Eugenius van Horne 1628-1677, graaf van Horne en Houtkerke, enz.
Gehuwd (1660) met Eleonora van Merode
Kinderen: Theresia Eugenia (1660), Filips Maximiliaan (1661), Claudius Albert (1662), Isabella Philippine (1663), Maria Magdalena (1665)
19.1.1.3.1.2.1.2.2. Albrecht Frans van Horne (1640-1694), kanunnik, domproost en bisschop van Gent
19.1.1.3.2.1.1. Filips Emanuel van Horne (1661-1718), prins van Horne, graaf van Baucigny, Bailleul, heer van Boxtel, Liempde en IJse.
Gehuwd (1694) met Marie Anne Antoinette de Ligne d'Amblise
Kinderen: Maria Josepha (1704), Maximiliaan Emanuel (1695)

### Twintigste generatie
20.1.1.3.1.2.1.2.1.1. Filips Maximiliaan van Horne (1661-1709), graaf van Horne en Houtkerke, enz.
20.1.1.3.1.2.1.2.1.2. Claudius Albert van Horne (1663-1710)
20.1.1.3.2.1.1. Maximiliaan Emanuel van Horne Baucigny, prins van Horne, graaf van Baucigny, enz.
Gehuwd (1722) met Maria Theresia van Bruce Ailesbury
Kinderen: Maria Theresia (1725-1783), Elisabeth Philipine (1732)
Gehuwd (1737) met Henriette van Salm Neufville, kinderloos
Gehuwd (1752) met Maria Albertine van Gaveren Herimez, kinderloos